# Pidhorodîșce, Peremîșleanî
Pidhorodîșce (în ucraineană Підгородище) este un sat în comuna Romaniv din raionul Peremîșleanî, regiunea Liov, Ucraina.

## Demografie
Componența lingvistică a localității Pidhorodîșce
     Ucraineană (99,86%)
     Alte limbi (0,14%)
Conform recensământului din 2001, majoritatea populației localității Pidhorodîșce era vorbitoare de ucraineană (99,86%), existând în minoritate și vorbitori de alte limbi.